# Judo als Jocs Olímpics d'Estiu de 2024
Les proves de Judo als Jocs Olímpics de París 2024 es van disputar entre el 27 de juliol i el 3 d'agost de 2024, al Grand Palais Éphémère, situat al Camp de Mart de París. El Judo va ingressar al programa olímpic en els Jocs Olímpics de Tòquio 1964, tot i que 4 anys més tard no va ser inclòs. A partir dels Jocs Olímpics de Múnic 1972, l'esport s'ha mantingut ininterrompudament a les Olimpíades. La competició femenina va fer presència per primera vegada als Jocs Olímpics de Barcelona 1992.
Tot i que en aquesta edició hi havia els mateixos esdeveniments que als Jocs Olímpics de Tòquio 2020, es van reduir el nombre d'atletes, que van passar de 386 a 372 en total. Així doncs, es van dur a terme 15 esdeveniments en total (7 masculins, 7 femenins i 1 mixt) amb un total de 372 judokes (186 dones i 186 homes). També s'ha de ressaltar els canvis tècnics introduïts a l'esport en el cicle olímpic on, entre d'altres, destacava el canvi en la tècnica Ippon seoi nage que deixava de ser puntuable i passava a ser penalitzada.

## Calendari de competició
|         | Ds 27   | Dg 28   | Dl 29   | Dm 30   | Dx 31   | Dj 1    | Dv 2    | Ds 3    |
| Masculí | Masculí | Masculí | Masculí | Masculí | Masculí | Masculí | Masculí | Masculí |
| ------- | ------- | ------- | ------- | ------- | ------- | ------- | ------- | ------- |
| 60 Kg   | E i F   |         |         |         |         |         |         |         |
| 66 Kg   |         | E i F   |         |         |         |         |         |         |
| 73 Kg   |         |         | E i F   |         |         |         |         |         |
| 81 Kg   |         |         |         | E i F   |         |         |         |         |
| 90 Kg   |         |         |         |         | E i F   |         |         |         |
| 100 Kg  |         |         |         |         |         | E i F   |         |         |
| +100 Kg |         |         |         |         |         |         | E i F   |         |
| Femení  |         |         |         |         |         |         |         |         |
| 48 Kg   | E i F   |         |         |         |         |         |         |         |
| 52 Kg   |         | E i F   |         |         |         |         |         |         |
| 57 Kg   |         |         | E i F   |         |         |         |         |         |
| 63 Kg   |         |         |         | E i F   |         |         |         |         |
| 70 Kg   |         |         |         |         | E i F   |         |         |         |
| 78 Kg   |         |         |         |         |         | E i F   |         |         |
| +78 Kg  |         |         |         |         |         |         | E i F   |         |
| Mixt    |         |         |         |         |         |         |         |         |
| Equip   |         |         |         |         |         |         |         | E i F   |

E: Eliminatòries; F: Finals

## Medaller
| Posició | País          | Or | Argent | Bronze | Total |
| ------- | ------------- | -- | ------ | ------ | ----- |
| 1       | Japó          | 3  | 1      | 3      | 7     |
| 2       | Geòrgia       | 1  | 1      | 0      | 2     |
| 3       | Kazakhstan    | 1  | 0      | 1      | 2     |
| 4       | Uzbekistan    | 1  | 0      | 0      | 1     |
| 4       | Azerbaidjan   | 1  | 0      | 0      | 1     |
| 4       | Canadà        | 1  | 0      | 0      | 1     |
| 4       | Eslovènia     | 1  | 0      | 0      | 1     |
| 4       | Croàcia       | 1  | 0      | 0      | 1     |
| 9       | França        | 0  | 2      | 5      | 7     |
| 10      | Brasil        | 0  | 1      | 1      | 2     |
| 10      | Corea del Sud | 0  | 1      | 1      | 2     |
| 10      | Kosovo        | 0  | 1      | 1      | 2     |
| 13      | Mongòlia      | 0  | 1      | 0      | 1     |
| 13      | Mèxic         | 0  | 1      | 0      | 1     |
| 13      | Alemanya      | 0  | 1      | 0      | 1     |
| 16      | Moldàvia      | 0  | 0      | 2      | 2     |
| 17      | Suècia        | 0  | 0      | 1      | 1     |
| 17      | Tadjikistan   | 0  | 0      | 1      | 1     |
| 17      | Grècia        | 0  | 0      | 1      | 1     |
| 17      | Àustria       | 0  | 0      | 1      | 1     |
| 17      | Bèlgica       | 0  | 0      | 1      | 1     |
| 17      | Espanya       | 0  | 0      | 1      | 1     |

## Esdeveniments
| Esdeveniment            | Or                 | Plata                | Bronze                                         |
| 60 Kg Masculí detalls   | Yeldos Smetov      | Luka Mkheidze        | Ryuju Nagayama · Francisco Garrigós            |
| 66 Kg Masculí detalls   | Hifumi Abe         | Willian Lima         | Gusman Kyrgyzbayev · Denis Vieru               |
| 73 Kg Masculí detalls   | Hidayat Heydarov   | Joan-Benjamin Gaba   | Adil Osmanov · Soichi Hashimoto                |
| 81 Kg Masculí detalls   | Takanori Nagase    | Tato Grigalashvili   | Lee Joon-hwan · Somon Makhmadbekov             |
| 90 Kg Masculí detalls   | Lasha Bekauri      | Sanshiro Murao       | Maxime-Gaël Ngayap Hambou · Theodoros Tselidis |
| 100 Kg Masculí detalls  |                    |                      |                                                |
| +100 Kg Masculí detalls |                    |                      |                                                |
| +100 Kg Masculí detalls | Natsumi Tsunoda    | Baasankhüü Bavuudorj | Shirine Boukli · Tara Babulfath                |
| 52 Kg Femení detalls    | Diyora Keldiyorova | Distria Krasniqi     | Larissa Pimenta · Amandine Buchard             |
| 57 Kg Femení detalls    | Christa Deguchi    | Huh Mi-mi            | Haruka Funakubo · Sarah-Léonie Cysique         |
| 63 Kg Femení detalls    | Andreja Leski      | Prisca Awiti Alcaraz | Clarisse Agbégnénou · Laura Fazliu             |
| 70 Kg Femení detalls    | Barbara Matić      | Miriam Butkereit     | Michaela Polleres · Gabriella Willems          |
| 78 Kg Femení detalls    |                    |                      |                                                |
| +78 Kg Femení detalls   |                    |                      |                                                |
| Equips Mixt detalls     |                    |                      |                                                |